# De Crăciun ne-am luat rația de libertate
De Crăciun ne-am luat rația de libertate este un film românesc din 1990 regizat de Cătălina Fernoagă, Cornel Mihalache.